# 週刊漫畫TIMES
《週刊漫畫TIMES》於1956年創刊，芳文社出版，是日本第一本週刊漫畫雜誌，逢星期五發售。

## 連載作品

### 2000年前
- 蟑螂刑警（ゴキブリ刑事）
- 藏之宿（蔵の宿，1998年9月－2010年8月）
- 女帝

### 2010年代
- 瑤香的備前燒（ハルカの陶，2011年1月7日、14日合併號－2012年2月10日號）
- 信長的主廚（2011年3月18日號－）
- 犒賞飯（ごほうびごはん，2014年3月28日號－）
- 社畜和少女的1800日（社畜と少女の1800日，2017年4月21日號－2020年10月2、9日合併號）
- 妻子變成小學生。（2018年8月10日號－2022年12月16日號）

## 外部連結
- 官方网站（日語）
- 週刊漫畫TIMES的X（前Twitter）（日語）